# حسن مجتبی در قرآن و حدیث

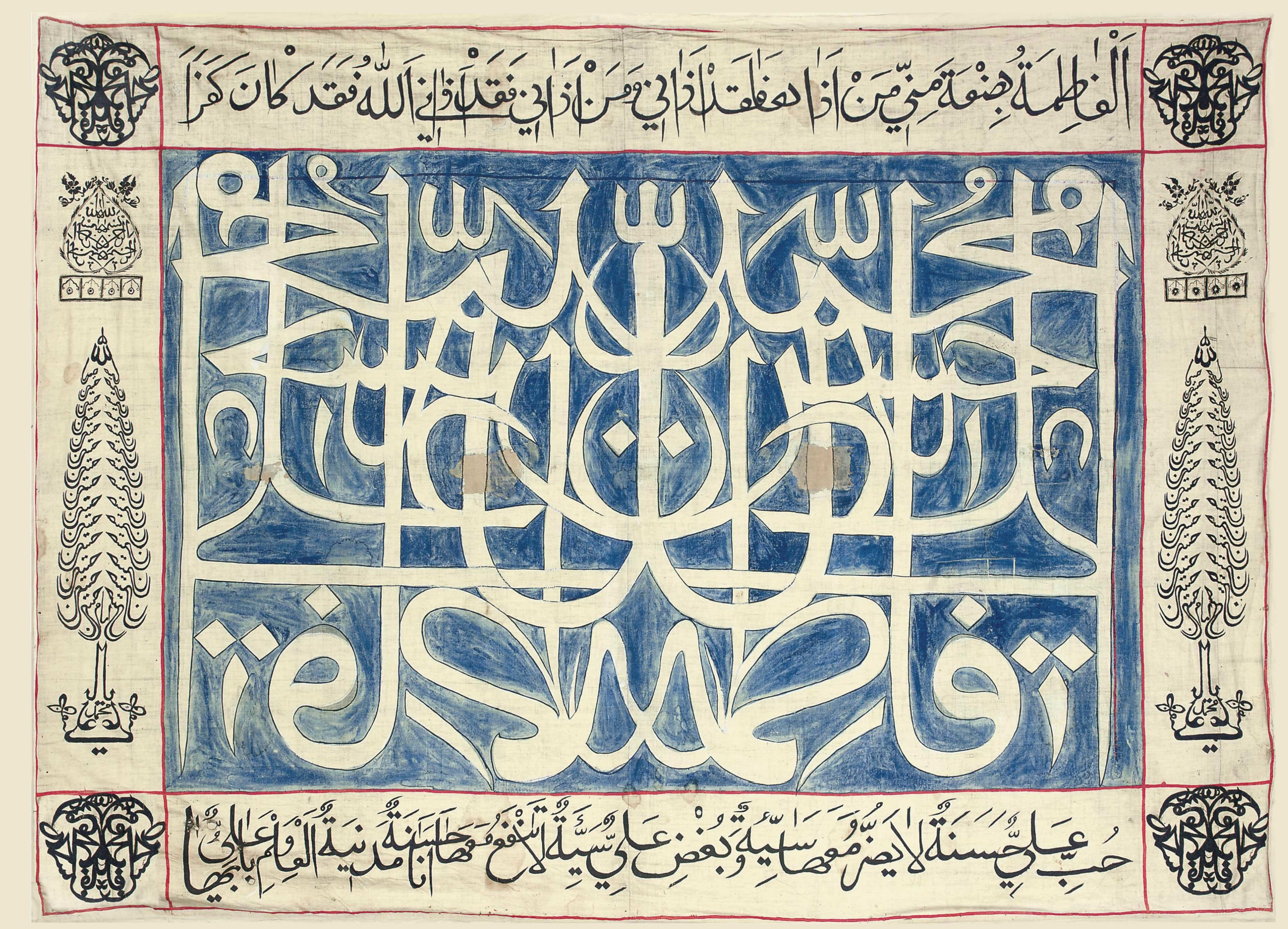
خط‌نقاشیِ نام آل کسا و دو حدیث از پیامبر اسلام روی پارچه، احتمالاً متعلّق به ایران یا آسیای مرکزی، سدهٔ سیزده ه‍. ش

این نوشتار به بررسی آیات و روایات مرتبط با حسن بن علی در قرآن از دید مفسران و نیز روایات و احادیثی که اشاره به وی دارند، پرداخته است.

## آیات مرتبط با حسن

### سورهٔ انسان
سید محمدحسین طباطبایی، از مفسّران شیعه، در بحث روایی تفسیر این سوره، با گزارش روایات موجود در کتاب‌های اهل سنّت و شیعه، شأن نزول این سوره را مرتبط با علی و فاطمه و داستان بیماری فرزند یا فرزندانشان و نذر برای بهبودیشان برمی‌شمارد. او با توجه به روایات ترتیب نزول سُوَر و سیاق آیات و روایات دیگر مربوط به آن، این سوره را مدنی می‌داند. سپس با نقل برخی روایات اهل سنت دربارهٔ مردی سیاه و دیدارش با پیامبر و شأن نزول سوره دربارهٔ آن مرد، به نقد و بررسی این روایات پرداخته و با ذکر دلایل این انتساب را رد و نزول این سوره دربارهٔ اهل بیت را اثبات می‌کند. از مفسران اهل سنت، شهاب‌الدین آلوسی در روحُ‌الْمَعانی، ضمن گزارش روایات و گفته‌های دیگر مفسران، این داستان را گزارش می‌کند و آن را دربارهٔ اهل بیت می‌داند. او با توجه به گزارش‌های تِرْمِذی و ابن جُوزی و ظاهر آیات می‌گوید این گفته‌ها ایجاب می‌کند که این سوره مدنی باشد و دلیل آن را فرزندان علی و فاطمه می‌داند که در مدینه متولد شدند و این موضوع با ظاهر آیات تعارضی ندارد. نیز از لطایف این سوره این را گوید که در هیچ‌جایش، به احترام فاطمه زهرا، نامی از حورُالْعین نیامده و تنها از «وِلْدانٌ مُخَلَّدون» یاد شده‌است. فخر رازی در تفسیر کبیر داستان بیماری فرزندان علی و فاطمه را به‌نقل از زَمَخْشَری در کَشّاف و واحدی در اَلْبَسیط می‌آورد، امّا می‌گوید دلیلی برای اختصاص این آیات به علی بن ابی‌طالب، فاطمه و فرزندانشان نیست، بلکه این آیات دربارهٔ همهٔ ابرار مانند صحابه و تابعینِ مُتَّقی مصداق دارد؛ مگر این‌که این آیات دربارهٔ صدورِ طاعتِ مخصوصی از جانب آنان نازل شده باشد. شوکانی در فَتحُ الْقَدیر نیز روایت اِبنِ مَرْدَوَیْه از ابن‌عباس را گزارش می‌کند که این آیات دربارهٔ علی بن ابی‌طالب و فاطمه زهراست.

### آیهٔ مباهله

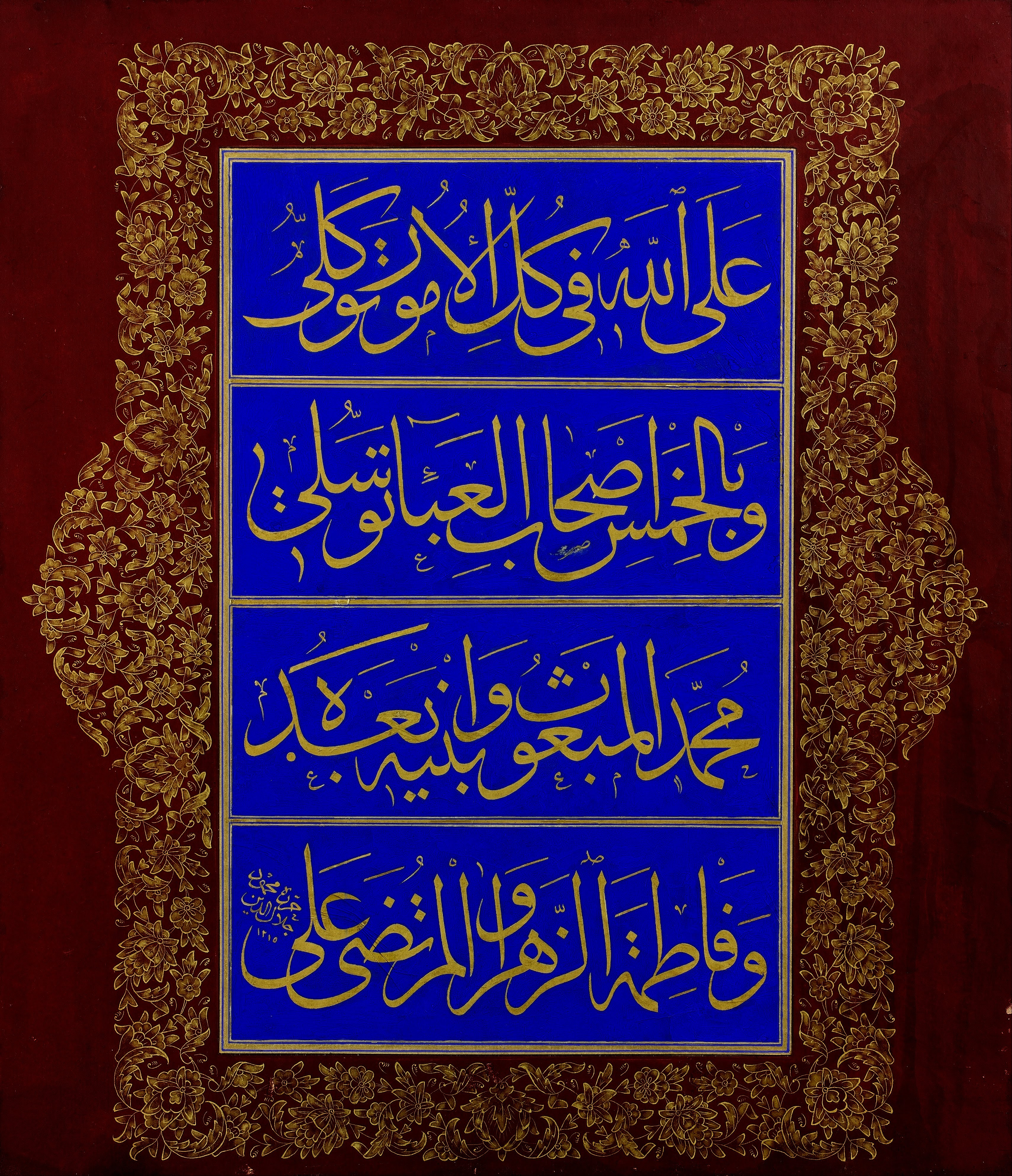
نگاره‌ای اثر خوشنویس عثمانی محمود جلال‌الدین افندی متعلق به سدهٔ هجدهم م که در موزهٔ ساکیپ سابانجی شهر استانبول نگه‌داری می‌شود. در این اثر دو بیت شعر به زبان عربی نگاشته شده که در آن اسامی «محمّد» و دو فرزندش («اِبنَیْه»)، «اَلْمُرتَضیٰ علی» و «فاطِمَةُ الزَّهراء» از اصحاب کسا با عنوان «أصحابُ الْعَباء» آمده‌است.

به‌نوشتهٔ طباطبایی، رویداد مُباهِله از رویدادهای صدر اسلام و ماجرای رویارویی پیامبر اسلام و اهل بیتش از یک سو و مسیحیان نَجران از دیگر سو است. در این رویداد، مسیحیان نجران با پیامبر دربارهٔ درستی دعوتش مُحاجّه (دلیل آوردن) کردند و این گفتگو سرانجام به آن‌جا کشید که با درخواست مباهله از سوی محمّد مواجه شدند. دو طرف با افراد خود در محل مباهله حاضر شدند. هنگامی که مسیحیان دیدند محمّد با عزیزترین کسان و اعضای خانواده‌اش، — علی، فاطمه، حسن و حسین — آمده تا با آنان مباهله کند، یقین کردند که از این مباهله سلامت نخواهند ماند؛ چراکه رفتار محمّد نسبت به خانواده‌اش، نشان از اطمینان او نسبت به عقیدهٔ خود دارد. در تفسیر روح‌المعانی نیز پس از بیان داستان محاجهٔ مسیحیان با محمّد دربارهٔ عیسی و پیشنهاد مباهله از سوی محمّد، روایات موجود نقل شده و نویسنده بیان کرده که منظور از افراد در آیهٔ مباهله، علی، فاطمه، حسن و حسین هستند و ادامه می‌دهد که این موضوع دلالت بر برتری اهل بیت دارد. فخر رازی در تفسیر کبیر، بیضاوی در انوار التنزیل، مَحَلّی و سُیوطی در تفسیرُ الْجلالِیْن، ابن کثیر در تفسیرُ الْقرآنِ الْعَظیم و ابن عَطیّه اَندِلُسی در اَلْمُحَرَّرُ الْوَجیز نیز، افراد حاضر در مباهله را علی، فاطمه، حسن و حسین دانسته‌اند.

### آیهٔ تطهیر
علّامه طباطبایی در بحث جامعی در تفسیر این آیه در المیزان، مخاطب این آیه را اصحاب کسا می‌داند و به احادیث آن که تعداد آن‌ها بیش از هفتاد حدیث است و بیشتر از طریق اهل سنّت هستند اشاره می‌کند. راویان این حدیث نزد اهل سنت ام‌ّسَلَمه، عایشه، ابوسعید خُدری، سعد، واثِلة بن اَسقَع، ابِی‌الْحَمراء، ابن‌عباس، ثوبان غلام آزادشدهٔ پیامبر اسلام، عبدالله بن جعفر، علی بن ابی‌طالب، و حسن بن علی هستند و نزدیک به چهل طریق از آنان نقل شده‌است. راویان نزد شیعه علی بن ابی‌طالب، علی بن الحسین، محمد باقر، جعفر صادق و علی بن موسی الرضا، ام‌سلمه، ابوذر، ابی‌لیلی، ابوالاَسوَد دُؤِلی، عمرو بن میمون اودی، و سعد بن ابی‌وقاص هستند که بیش از سی طریق از آنان نقل شده‌است. آلوسی در تفسیر خود ضمن بیان روایات مختلف دربارهٔ مصداق اهل بیت در این آیه، به حدیث کسا اشاره می‌کند و اهل بیت را اصحاب کسا می‌داند. اما در ادامه و در بحث عصمت و طهارت، ضمن بیان نظر شیعه و رد آن، قائل به عصمت و طهارت اهل بیت نیست و این آیه را شرط می‌داند، نه آیه‌ای که خبری باشد و در گذشته انجام شده‌باشد. طبری در جامعُ الْبَیان بسیاری از احادیث را نقل می‌کند که این آیه را دربارهٔ علی، فاطمه، حسن و حسین می‌دانند و می‌گوید که بعضی قائل به این هستند که منظور از اهل بیتِ پیامبر، اینان هستند. بیضاوی در انوار التنزیل نیز می‌گوید شیعیان معتقدند که این آیه دربارهٔ علی، فاطمه و دو فرزندشان است و دربارهٔ عصمتِ آنان، به این آیه احتجاج می‌کنند، اما این احتجاج با قبل و بعد آیه متناسب نیست و احادیث هم تنها به این اشاره دارد که اینان از اهل بیت پیامبر به‌شمار می‌روند. فخر رازی در تفسیر کبیر می‌گوید نظرات مختلفی دربارهٔ کیستی اهل بیت در این آیه هست؛ امّا نظر معتبرتر این است که اهل بیت، فرزندان پیامبر — فاطمه — و همسران و حسن و حسین و علی هستند. ابن کثیر در تفسیر القرآن العظیم حدیث ایستادن پیامبر به‌مدت شش ماه بر در خانهٔ فاطمه و صدا زدن اهل بیت برای نماز و حدیث کسا را بیان می‌کند. ابن عطیه در المحرر الوجیز با اشاره به حدیثی از پیامبر می‌گوید این آیه در حق پیامبر، علی، فاطمه، حسن و حسین نازل شده‌است. ماتُریدی در تَأویلاتُ أَهلِ السُّنَّة می‌گوید شیعیان با استناد به حدیث کسا، این آیه را دربارهٔ اهل بیت — علی، فاطمه، حسن و حسین — می‌دانند.

### آیهٔ مودت
در المیزان دربارهٔ آیهٔ ۲۳ سورهٔ شُوریٰ و در توضیح و تفسیر این آیه، ضمن گزارش گفته‌های مختلف مفسران و سنجش و نقد آن‌ها، آمده‌است که مقصود از «مَوَدَّتِ قُربیٰ»، محبّت اهل بیت محمّد — علی، فاطمه، حسن و حسین — است؛ و در ادامه نیز روایات گوناگون از طریق اهل سنت و شیعه که به این موضوع تصریح شده، آمده‌است. آلوسی در تفسیر این آیه، روایتی را از ابن‌عباس نقل می‌کند که در آن، از پیامبر دربارهٔ کیستیِ «قُربیٰ» در این آیه پرسش شده و پاسخ پیامبر علی، فاطمه، حسن و حسین بوده‌است؛ و سپس آلوسی ماجرای برخورد مرد شامی با علی بن الحسین و خواندن این آیه از سوی علی بن الحسین را بیان می‌کند؛ و ادامه می‌دهد اخبار و احادیث دربارهٔ نزول این آیه در شأن اهل بیت چنان زیاد است که احصاء و شمرده نمی‌شود؛ و در پایان هم حدیث سفینه را ذکر می‌کند. از سوی دیگر، در روح‌المعانی در رد ادعای شیعه مبنی بر امامت اهل بیت براساس این آیه، آمده که منظور از مودّت، دوستی اهل بیت است و این آیه دلالتی بر واجبُ الامامة و واجبُ الطاعه بودن شخص واجبُ المحبة نیست. طبری در جامع البیان با اشاره به معانی مختلف «قُربیٰ»، در تفسیر آیه می‌گوید منظور نزدیکان پیامبر هستند. فخر رازی در تفسیر کبیر به‌نقل از تفسیر کشّاف زمخشری و نیز ابن عطیه در المحرر الوجیز می‌گویند از پیامبر دربارهٔ مراد از نزدیکانش (قربیٰ) پرسش شد و او پاسخ داد منظور علی، فاطمه و دو پسرشان — حسن و حسین — هستند. ابن کثیر در تفسیر القرآن العظیم داستان اسارت علی بن الحسین و خطاب فردی در دمشق به او، و پاسخ علی بن الحسین به او دربارهٔ کیستی «قربیٰ» را بیان می‌کند.

### آیه صلاة
بر اساس آیه ۲۳ از سوره شوری، خداوند از صلوات و درود خود بر پیامبر یاد ی‌کند. در تفسیر آیه، منابع سنی همچون تفسیر روح المعانی، از قول ابوهریره نقل می‌کند که از پیامبر اسلام سوال شد که چگونه باید بر پیامبر خدا صلوات فرستاد؟ محمد در پاسخ این سوال گفت: «بگویید: اللهمّ صلّ على محمد وعلى آل محمد وبارك على محمد وآل محمد كما صلّيت وباركت على إبراهيم وآل إبراهيم في العالمين إنّك حميد مجيد ، والسلام كما قد علمتم» که در اینصورت حسن مجتبی نیز مصداقی از این صلوات خواهد بود.

## در روایات

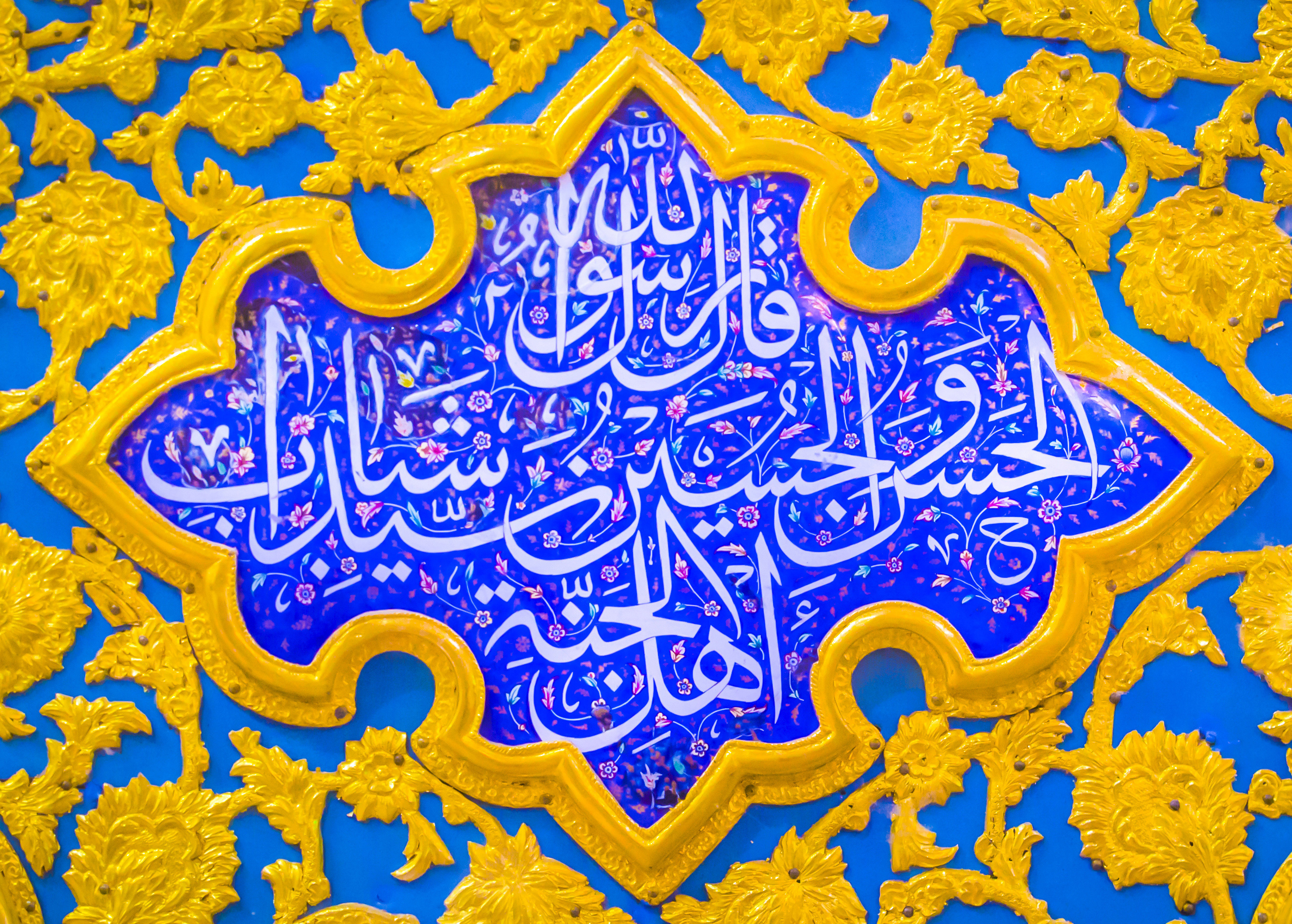
روایت سید شباب اهل الجنة، به صورت کتیبه در حرم امام حسین

روایات متعددی در منابع اسلامی اعم از شیعه و سنی،‌ از حسن مجتبی یاد کرده‌اند. بسیاری از این روایات در بیان جایگاه و منزلت حسن بن علی از پیامبر اسلام گزارش شده‌است. حسن در روایاتِ مربوط به «ثَقَلَیْن» در جایگاه مصداقی برای ثقلِ دوم قرار داده شده‌است.